# 어 밀리언 마일즈 어웨이
《어 밀리언 마일즈 어웨이》(영어: A Million Miles Away)는 2023년 개봉한 미국의 전기 드라마 영화이다. 우주로 간 첫 번째 이주 농장 노동자 출신 우주비행사 호제이 M. 허낸데즈의 실화를 다룬다.

## 줄거리
이주 노동자 가정에서 태어난 호제이는 어려서부터 부모님을 따라 이곳저곳을 돌아다니며 학업과 농장 일을 힘들게 병행한다. 그러나 담임 교사 영의 호소에 부모님이 귀를 기울인 덕분에 캘리포니아에 정착하여 공부에 집중하게 된다. 호제이는 미국 항공 우주국에 지원해 어렵게 합격한다.
2003년 훈련 감독 칼파나 차울라가 STS-107 임무를 위해 우주선 탑승 운용기술자(Mission Specialist)로서 올라탔던 컬럼비아 우주왕복선이 지구 재진입 때 공중분해 되어 칼파나가 사망했다는 소식이 전해진다. 2008년 호제이는 STS-128 임무에 항공기관사로 뽑혀 국제우주정거장에 무사히 13일간 머문 뒤 귀환한다.

## 출연
- 마이클 페냐 - 호제이 M. 허낸데즈 역
- 개릿 딜러헌트 - 프레드릭 W. 스터코, 우주왕복선 계획 전문가, 나사 신입 교육자 역
- 로자 샐러자 - 아델라 허낸데즈 역
- 보비 소토 - 베토, 사촌 역
- 훌리오 세사르 세디요 - 살바도르 에르난데스 역
- 베로니카 팔콘 - 훌리아 역
- 사라유 블루 - 칼파나 차울라 역
- 에릭 존슨 - 클린트 로건 역
- 애슐리 시에라 - 머리사 역
- 미셸 크루직 - 영 양, 호세의 담임 교사 역